# Dendroplex
A Dendroplex a madarak (Aves) osztályának verébalakúak (Passeriformes) rendjébe, valamint a fazekasmadár-félék (Furnariidae) családjába és a fahágóformák (Dendrocolaptinae) alcsaládjába tartozó nem.
Besorolásuk vitatott, egyes rendszerezők a Xiphorhynchus nembe sorolják, ezeket a fajokat is.

## Rendszerezésük
A nemet William John Swainson angol ornitológus írta le 1827-ben, az alábbi fajok tartoznak ide:
- Dendroplex picus vagy Xiphorhynchus picus[3]
- Dendroplex kienerii vagy Xiphorhynchus necopinus[4]